# Compsoneura debilis
Compsoneura debilis là một loài thực vật có hoa trong họ Myristicaceae. Loài này được (Spruce ex A.DC.) Warb. mô tả khoa học đầu tiên năm 1897.